# Síndrome de dom-juan
Síndrome de dom-juan, também chamada de donjuanismo, é um transtorno caracterizado por necessidade compulsiva por sedução, sendo assim, determinada por relacionamentos íntimos pouco duradouros ou até mesmo inexistentes. Os indivíduos que têm esta síndrome são excessivamente sedutores e, em geral, têm como alvo pessoas "difíceis" ou "proibidas" de serem alcançadas. As outras pessoas facilmente apaixonam-se por eles, entretanto, o indivíduo com a síndrome logo se apercebe de que o parceiro ou o relacionamento não há mais graça e, por fim, acaba por abandonar a pessoa. Esses indivíduos não se apegam aos seus parceiros, pois possuem apenas uma atração fugaz em que quando o outro é conquistado, este mesmo vira enjoativo, sem graça e a atração desaparece. Essa síndrome é realmente o oposto de outra, chamada timidez amorosa, onde nesse caso o indivíduo se torna incapaz de seduzir outra.
Não raro, a síndrome associa-se a uma personalidade fria e insensível para com os sentimentos alheios, cujo próprio interesse momentâneo é o objetivo maior. Sendo assim, são pessoas frequentemente egoístas e com uma grande sensibilidade à monotonia: são intolerantes ao tédio, o que os faz comumente buscarem estímulos e novidades, caracterizando uma inconstância nos relacionamentos que se tornam enjoativos facilmente. Por tais características, a síndrome pode ser confundida ou ser um dos sintomas do transtorno de personalidade antissocial, ou mais popularmente conhecido como sociopatia.
Essa compulsão se inicia na adolescência e a cura é pouco provável. Ela se manifesta tanto em homens quanto mulheres, entretanto, parece ser mais evidente em homens. Uma justificativa significante seria o fato das mulheres dom-juanistas serem em si mais discretas e pouco descobertas.
A expressão "dom-juanismo" aparece por conta do mítico Don Juan, jovem conquistador e sedutor que após conquistar inúmeras mulheres, abandonava-as.

## Sintomas
Uma das características principais da síndrome é uma necessidade compulsiva de seduzir outras pessoas. Esses indivíduos são exímios sedutores e manipuladores, sendo que uma boa parte deles parece ter um tipo de preferência por pessoas consideradas difíceis de serem conquistadas, "proibidas" ou com um elevado nível de perigo, em que a adrenalina de conquistar tais pessoas é muito prazerosa. Eles geralmente costumam a sentir preferência por pessoas muito mais velhas ou muito mais novas, pessoas casadas ou comprometidas, pessoas muito próximas de um relacionamento tais como o tio ou o irmão do namorado, a mãe ou a tia do melhor amigo, padres, freiras, chefes, pessoas de um relacionamento exclusivamente profissional tal como paciente-médico, paciente-dentista, aluno-professor, paciente-terapeuta, cliente-advogado, e entre tantas outras relações consideravelmente receosas. Esses indivíduos parecem ser viciados na adrenalina do perigo e por isso são movidos pela alta inclinação a relacionamentos proibidos ou que ofereçam um certo grau de desafio. Alguns indivíduos com a síndrome podem chegar a dizer francamente que não conseguem ter em vista outras pessoas a não ser aquelas pelas quais oferece algum tipo de risco, perigo ou impossibilidade.
Outra característica típica, é a nunca desistência da pessoa alvo. Enquanto não conseguem consumar a sedução, eles parecem nunca desistir do outro. Eles podem terem em mente que enquanto não conseguirem ficar com a outra, nunca desistirão da mesma. Se a síndrome acomete um homem, este frequentemente é tido como um "príncipe encantado", carismático, sedutor e atraente, bem como gentil e carinhoso, por exemplo, evidentemente caracterizado no estereótipo do homem perfeito para a mulher. Se, entretanto, a doença acomete uma mulher, esta também é vista como excessivamente sensual e sedutora, que atrai olhares de todos por onde passa, com uma incrível capacidade de seduzir e envolver específicos homens. Porém, o dom-juanismo feminino não é retratado como uma mulher vulgar para com os homens, pois pelo contrário, mulheres com a síndrome embora muito sedutoras e atraentes, raramente são vistas como vulgares ou promíscuas, por exemplo. O que acontece é que, enquanto as mulheres rotuladas como promíscuas são vistas como aquelas que são atiradas com todos os homens, as dom-juanistas apresentam um comportamento em que escolhe a dedo suas "vítimas", conforme seus critérios de sedução (ex.: homens comprometidos, mais velhos etc).
Essas pessoas têm uma capacidade incrível em envolver o outro. À primeira vista, eles podem aparentar-se ingênuos, encantadores e fisicamente atraentes. Eles facilmente entram em jogos de sedução, sendo que o homem com o dom-juanismo pode ser aquele com uma ótima lábia, que conhece muito bem técnicas para atrair e conquistar as mulheres. Eles podem ser muito gentis, educados, amorosos, que vivem a entregar-lhes buquês de flores, presentes, cartas amorosas, elogios entre muitos outros tipos de ações que praticamente toda mulher gostaria de receber e ouvir. Tais conquistas são muito mais eficientes em mulheres com uma baixa autoestima, carentes de afeto, ingênuas ou muito sugestionáveis e influenciáveis. Na mulher com o dom-juanismo, as técnicas são semelhantes. Entretanto, enquanto que, na conquista da mulher, o homem don juan insere inúmeras técnicas no envolvimento emocional, pelo fato das mulheres serem mais suscetíveis às emoções e sentimentos; na conquista do homem, a mulher don juan insere inúmeras técnicas no envolvimento propriamente dito sexual, pelo fato de homens terem um instinto naturalmente mais sexual que sentimental. Elas podem induzi-los a comportamentos sedutores, desde algumas piscadelas e grande simpatia, até uma aparência sexualmente provocante, alternando entre um comportamento falsamente ingênuo ou misterioso. Elas também são exímias em saber do que os homens mais gostam para facilmente seduzi-los. Elas podem fingir-se submissas a eles, fazer grandes elogios, bajular e aderir a comportamentos e ações nas quais os homens consideram de uma mulher ideal. De maneira geral, tendem a fazer de tudo para conseguirem conquistar o outro.
Na realidade, indivíduos com esta síndrome, parecem estar sempre observando e estudando minuciosamente sobre técnicas de conquista e sedução a fim de agradarem o outro na qual consideram seu principal alvo. A capacidade de envolver o outro é tão grande no don juan que por tais razões, as outras pessoas acabam por cairem rapidamente nesse jogo de conquista e sedução, especialmente as mulheres que acreditam ter encontrado o homem ideal. E então, quando estas pessoas se demonstram muito interessadas ou declaradamente conquistadas e apaixonadas, a ponto de quererem um relacionamento mais constante e sério, de repente, o indivíduo don juan cai fora. Evidentemente, as pessoas com dom-juanismo não conseguem ficar apegadas a uma determinada pessoa por um longo tempo, partindo sempre para novas conquistas. Eles parecem se entendiar ou enjoar quando ficam com uma mesma pessoa e, principalmente, quando a mesma se apaixona pelo don juan. Para aquele que seduz, a concretização da conquista traz a monotonia que, para eles, é detestável, e desta forma, as relações são rápidas e sem nenhum vínculo afetivo. Na realidade, essas pessoas aparentam não se importar com os sentimentos das pessoas por quais consideraram alvo, ou ao menos têm um embotamento afetivo. Elas apresentam traços de egoísmo, buscam qualquer meio e forma para conquistarem, mas parecem não levar em conta os sentimentos da outra pessoa, sendo esta uma característica típica da síndrome do dom-juanismo.
Em suma, o estereótipo do dom-juanismo é aquela pessoa sedutora, que parece ter em vista sempre pessoas difíceis de serem conquistadas, fazem de tudo para consegui-la, mas basta perceberem que a outra pessoa "está a seus pés" que a motivação para continuar o relacionamento desaparece. Podem, por exemplo, se envolver 3 ou 4 vezes, depois largam-na, justamente quando a outra pessoa começa a sentir-se conquistada.
Em alguns casos se trata de um romântico incurável, que nunca encontra o par perfeito por seu nível de exigência se tornar cada vez mais alto, até pelo fato de ter tido muitas parceiras diferentes. Nesse caso, sofre com seu amor interno, platônico. Muitos compositores, escritores e poetas parecem se encaixar nesse estereótipo e, talvez, sem eles muitas histórias e canções de amor jamais teriam existido.
Na sociedade atual, é muito frequente o "ficar com..." ou "sair com...", sendo que estes devem ser diferenciados do dom-juanismo. Além de que no indivíduo don juan há sempre uma pessoa "alvo" a ser conquistada, de difícil conquista, a principal diferença consiste que no "ficar com..." não há um objetivo concreto de conquista, tal como é visto no don juan. O "ficar" é sem compromisso na qual tem seu término geralmente na despedida. No "ficar" nenhum conquista nenhum, pois é uma afinidade recíproca onde ambos estão com o mesmo objetivo em mente. Entretanto, além de tudo isso, o que realmente diferencia e diagnostica o dom-juanismo é que este tem a principal marca definida por uma insensibilidade e menosprezo ao sentimento do outro. Eles próprios fizeram de tudo para conquistar o outro, entretanto, quando abandonam o parceiro, pouco se importam com os sentimentos deste último. Ao tempo que no "ficar" os dois indivíduos não alimentam entre si nenhum sentimento, logo, não há o que se menosprezar.
O don juan exibe relacionamentos superficiais e inconstantes, o que os leva a um fracasso no estabelecimento de relações duradouras. chegam normalmente à meia idade solitários ou sem um parceiro fixo, porque se dão conta que, além da energia que se desvanece ao passar da idade, eles percebem que não têm mais o charme e a capacidade de sedução de antes.embora alguns melhoram com a idade, porque seus artifícios de sedução não dependem só da beleza e sim das técnicas de sedução que não se baseiam em beleza.

## Dom-juanismo feminino: restrito e pouco divulgado
Embora o estereótipo do dom-juanismo seja o homem sedutor e conquistador, o "príncipe encantado" e perfeito, sem dúvida alguma, o mesmo já pode ser muito bem observado entre as mulheres, fazendo assim, não só mulheres como as vítimas, mas também os homens. Ainda que em menor número, elas existem e são as "vilãs" no plano sentimental dos homens. São belas, atraentes, sedutoras e, aparentemente, ingênuas. E assim como o homem don juan, elas parecem ter uma grande preferência por pessoas consideradas difíceis e com um alto nível de ameaça, perigo ou desafio civil, tais como homens mais velhos ou mais novos, homens casados, padres, médicos, chefes do ambiente de trabalho, mestres etc. Essas mulheres desfrutam de grande prazer ao ver o homem aos seus pés. De um jeito sedutor e charmoso que don juans têm, as mulheres com dom-juanismo lançam infinitos artifícios para conseguirem conquistar o homem, sendo que não abrem mão de um comportamento sedutor a fim de manipularem o parceiro para que este fique aos seus pés. Uma característica que frequentemente aparece nas mulheres com a síndrome é a manipulação através da beleza. Elas podem ser mulheres excessivamente vaidosas, com uma alta preocupação com a sua aparência física, por isso elas não abrem mão de grandes cuidados com o cabelo, pele, maquiagem etc. Isto também ocorre porque é sábio que o homem tende a ser suscetível à atração física, primariamente, portanto, a regra consiste em seduzir também através da beleza física.
A mulher com dom-juanismo após ter em mente o homem por qual é atraída e pretende conquistá-lo, raramente desiste enquanto consegue seduzi-lo completamente. Ela pode demonstrar um grande interesse no homem. Assim como o homem don juan faz com suas vítimas mulheres, a mulher don juan pode jogar de inúmeras maneiras e técnicas a fim de deixar o outro submisso a ela. Após conseguir, parece haver um grande prazer em ter sucedido a conquista e, então, quando percebe que ela conseguiu e o homem está muito interessado, tudo parece perder a graça, ela o larga, como quem nada deve e, pior: como quem é frio demais para se importar com os sentimentos do parceiro.

## Transtornos associados
Embora muitos indivíduos com o dom-juanismo possam não estabelecer critérios para um diagnóstico único ou adicional, pode-se perceber que alguns certos transtornos são de maior incidência nessas pessoas. Os transtornos que mais podem ocorrer nesses indivíduos são os denominados transtornos de personalidade, em especial o transtorno de personalidade antissocial, transtorno de personalidade narcisista e, em último caso, o transtorno de personalidade histriônica Todos esses transtornos de personalidade têm um traço narcisista enraizado, portanto, pode co-ocorrer ao dom-juanismo. Entretanto, essa síndrome é mais comum em pessoas que apresentam sensibilidade ao tédio; são intolerantes à constância, estão sempre mudando e não estabelecem nenhum vínculo afetivo com facilidade, ou caso estabeleçam, são excessivamente superficiais e breves; o que não os causam nenhum tipo de remorso ou culpa. Essas características são encontradas em especial na psicopatia.

### Transtorno de personalidade antissocial ou psicopatia
Um transtorno de personalidade grave, este parece ser o transtorno de personalidade que mais pode ser associado ao dom-juanismo, pelo fato do antissocial ser imune à empatia, remorso, culpa e, principalmente, indiferente ou menosprezo pelo sentimento alheio. Essas pessoas são insensíveis e egoístas, com tendência colocar os outros aos seus pés e não sentirem culpa nem remorso por isso. Eles também podem ter muito mais interesse em bens materiais, como dinheiro (o famoso caso da mulher antissocial que se casa com o homem por puro interesse, por exemplo). Também é neste transtorno que a prevalência masculina é maior, por isso, tende a ter uma proporção maior de homens antissociais que mulheres antissociais, logo, homens com dom-juanismo podem se encaixar nesta personalidade. Entretanto, as estatísticas mostram que uma boa parte dos indivíduos masculinos com a síndrome do dom-juanismo não satisfazem todos critérios mínimos para o transtorno de personalidade antissocial. Na realidade, eles parecem apenas satisfazer o critério de ausência de remorso e culpa e menosprezo aos sentimentos e emoções alheias. Entretanto, por vezes, a síndrome pode ser apenas um "sintoma" de um indivíduo psicopata. Neste caso, além de todas as características típicas do don juan, o indivíduo caracteriza-se por ser muito frio, insensível, incapaz de sentir remorso, o ambiente familiar é conturbado e, fora dele, dissimulados, se comportam como pessoas normais; e há ainda uma grande tendência ao sadismo, prazer em ver o outro sofrer (em especial serial killers), tendências agressivas e manipulações extremas que causam sérios prejuízos às outras pessoas nas quais se relacionam.

### Transtorno de personalidade narcisista
No narcisismo, o amor próprio é inflado, o egocentrismo, egoísmo, arrogância e preocupação apenas consigo mesmo são as principais características. São pessoas que acreditam merecer todos os elogios possíveis porque acreditam ser melhores que todos, em tudo. Nesses indivíduos, a empatia não existe e tendem a mostrar-se pouco preocupados com sentimentos alheios, afinal, eles estão sempre olhando para o próprio umbigo, a fim de suprirem apenas as suas próprias necessidades. No dom-juanismo, essa característica pode ser evidente, quando trata-se de um relacionamento sentimental com o sexo oposto. O don juan parece não se importar com os prejuízos que seu comportamento pode provocar na pessoa vitimizada e alguns dizem não sentir culpa ou remorso por tais ações. Logo é evidente que há neles um grande traço narcisista, embora possam não satisfazer os critérios mínimos para o transtorno de personalidade narcisista. Por isso, para o don juan ser diagnosticado como narcisista, ele deve satisfazer os critérios não somente para com o sexo por qual têm relações sentimentais, mas sim com todas as outras pessoas. Esse tipo de personalidade também tende a ocorrer mais frequentemente em homens.

### Transtorno de personalidade histriônica
Este transtorno de personalidade é muito mais frequente nas mulheres, portanto, pode ocorrer também juntamente com um dom-juanismo feminino. O histrionismo é caracterizado por um comportamento exuberante, emotivo, colorido, dramático e com altíssima tendência a chamar atenção para si mesmo. A teatralidade nessas pessoas é tão intensa que parecem estar fingindo o tempo todo, embora não estejam de verdade. Entretanto, uma característica típica também é o comportamento sedutor, a fim de ter a atenção para si, os indivíduos que compõe esse tipo de personalidade são árduos manipuladores seja dramaticamente, seja num comportamento sedutor. Portanto, deve-se ter a diferença entre, sobretudo mulheres don juan e mulheres histriônicas. Estas últimas são muito sugestionáveis, dramáticas e, embora sedutoras, não têm características típicas do dom-juanismo. O dom-juanismo feminino pode satisfazer os critérios do transtorno de personalidade histriônica tais como preocupação excessiva com a atratividade física, comportamento sexualmente atraente e sedutor. Entretanto, pode ocorrer o dom-juanismo juntamente com o histrionismo, então, além dos critérios para o diagnóstico da personalidade histriônica, há ainda egoísmo, insensibilidade ao sentimentos alheios no plano afetivo, necessidade intensa de seduzir e conquistar.

## Características a serem reconhecidas
Apesar de, à primeira vista, ser impossível reconhecer um don juan, algumas características podem indicar um/a possível don juan, tais como:

### O homem don juan
- Aparenta superficialmente um homem gentil, charmoso e ideal para as mulheres;
- É manipulador
- Raramente tem um relacionamento íntimo duradouro;
- Quando assumem um relacionamento, tem a tendência a agir como gaslighters;
- Tem várias mulheres ao mesmo tempo e trata todas como únicas;
- Se afasta de uma para se aproximar da outra, e quando é cobrado diz que se afastou por medo de se envolver;
- Parece ter preferência por perigo;
- Intolerante à rotina, monotonia e tédio;
- É inconstante;
- O objetivo é conquistar, e para isso ele fará o que for preciso. Para o Don Juan, os fins justificam os meios;
- Tem atração ou fixação principalmente por mulheres consideradas difíceis ou proibidas de serem alcançadas, tais como mulheres mais novas, mulheres mais velhas, mulheres comprometidas ou casadas, namoradas de amigos etc.
- Entre uma mulher de fácil conquista e outra de difícil conquista, frequentemente escolhe a mais difícil;
- Excessivamente cavalheiro e romântico;
- É tido pelas outras mulheres como "perfeito" ou "príncipe" ou "ele é tudo o que eu queria";
- É sempre muito querido e popular a ponto de as pessoas não acreditarem quando falam da frieza dele para com as mulheres que já conquistou;
- As mulheres facilmente idealizam e apaixonam-se por ele;
- Faz de tudo para conseguir a mulher por qual deseja, sendo que raramente desiste enquanto não consegui-la;
- Arranja inúmeras formas para conquistar a mulher, como por exemplo, entrega-lhe muitos presentes, flores, jantares românticos, cartas amorosas, indiretas, elogios, promessas e mostra-se excessivamente gentil, educado e ideal;
- Após conseguir a conquista, de repente, rapidamente se afasta, muda o comportamento esfria ou então desaparece, abandona a mulher;
- Reaparece quando sente necessidade de reafirmar que ainda tem poderes sob aquela conquista;
- Raramente racionaliza se esse tipo de conduta causa prejuízos no campo sentimental e emocional das mulheres, sendo que alguns desses homens dizem francamente não se importar com isso;
- Não sente culpa ou remorso por tais comportamentos.
- Não há cura

### A mulher don juan
- Aparenta superficialmente ser ingênua, inocente ou uma mulher ideal para o homem;
- Conquista rapidamente vários homens em sua volta;
- Tem relacionamentos íntimos pouco duradouros ou até mesmo inexistentes;
- Tem grande prazer em busca de perigos e novas excitações;
- Intolerante à monotonia, rotina e tédio;
- É inconstante ou instável;
- Exibe preocupação excessiva com a aparência física e despede tempo e dinheiro para se arrumar e obter uma aparência provocante;
- Tem dificuldade em dar continuidade a qualquer coisa que não seja "perigosa" ou "proibida", afirmando que perde a graça rapidamente;
- Afirma que sente grande atração ou fixação por homens considerados difíceis ou proibidos. Por exemplo, homens muito mais velhos, homens comprometidos ou casados, homens de um relacionamento exclusivamente profissional, padres etc.
- Tem dificuldade em olhar para homens que não sejam estes relacionados ao item acima citado;
- Se há um dilema entre um homem de fácil acesso e um homem de difícil acesso, a mulher parece sempre ter preferência para o considerado proibido;
- Tem em mente sempre o lema "seduzir e, depois, cair fora";
- É excessivamente sedutora e usa de tal artifício para conseguir seduzir o homem;
- É como uma grande atriz: oscila entre um comportamento ingênuo e inocente, e um comportamento sedutor e malicioso;
- Não é vista como vulgar ou promíscua, apesar de ser fisicamente ou sexualmente atraente;
- Faz de tudo para conseguir a conquista do homem, está sempre atenta às técnicas para atrair atenção dos homens;
- Enquanto não consegue a conquista, não desiste;
- Através da sedução, manipula o homem a a fim de deixá-lo a seus pés e ter certeza de que conseguiu seduzi-lo por completo;
- Após a conquista, enjoa rapidamente do homem e o relacionamento perde a graça, o que leva a buscá-la outra conquista e abandonar bruscamente o antigo parceiro;
- Desaparece, se afasta do homem justamente quando este se encontra mais conquistado por ela;
- Não se interessa ou não se importa se tal atitude causou prejuízo ou não ao parceiro, por esta ter lhe abandonado de uma forma pouco sutil;
- Parece não ter sentimentos para com os homens, ou ao menos não se ressentir pelos sentimentos de tais;
- Aparenta ou diz francamente que não sente culpa ou remorso por tais comportamentos.

Obviamente, nem todas as características citadas são exclusivos sintomas de dom-juanismo, assim como indivíduos com a síndrome podem ter estas e muitas outras características.

## Causas
As causas desse distúrbio são infinitamente variáveis e parece não haver apenas uma causa e sim uma base multifatorial. Algumas hipóteses de causas parecem ser as mesmas de alguns distúrbios tal como um transtorno de personalidade. O que parece muito comum entre as diversas ideias de causas da síndrome é a percepção ruim do sexo oposto, seja através de uma rejeição, negligência ou abuso.

### Incapacidade de amar e frieza
Neste caso, a incapacidade de amar, insensibilidade e frieza advém do transtorno de personalidade antissocial, ou seja, a pessoa com a síndrome, na realidade, é um psicopata, cujas causas não são ainda totalmente conhecidas. Aqui, o indivíduo seduz e, depois, abandona o parceiro por puro prazer e por não possuir sentimentos altruístas como pena, remorso e culpa. O indivíduo é um don juan por ser incapaz de sentir afeto caloroso ou amor por outras pessoas.

### Complexo de rejeição
O que pode ser muito observado entre uma das causas do transtorno, pode ser um complexo de rejeição, onde o indivíduo com a síndrome cria um grande medo de amar, devido ao medo de ser rejeitado ou abandonado. Essa característica pode ser mais evidente em pessoas onde há uma grande sensibilidade à rejeição ou abandono. Nessa hipótese, o homem don juan não consegue amar de forma alguma uma mulher, ou se dedicar a ela, pois teme em excesso o abandono; por isso prefere o prazer da conquista mas depois larga-a primeiramente, antes que ela faça o mesmo. Esse complexo de rejeição é muito relacionado a situações em que o portador da síndrome teve de lidar com a rejeição do pai, ou da mãe, enquanto crianças. Se o homem don juan teve de lidar a vida inteira com o abandono materno, por exemplo, ele poderá desenvolver a síndrome quando adulto, a fim de evitar ser abandonado novamente por outra mulher. O mesmo pode ocorrer no caso da mulher que foi deixada pelo pai, enquanto criança. Tais fatos constroem na personalidade da criança uma idéia de que a própria criança não é capaz de ser amada. Por esta razão, não ama, pelo medo da decepção.

### Falhas no afeto materno ou paterno
Na síndrome do dom-juanismo, o que é evidente é que o portador não consegue amar ou, no mínimo, se apegar por muito tempo pelo parceiro. Eles parecem ter apenas paixões muito fugazes que desvanece após o prazer de conseguir a pessoa desejada. Após largar a outra pessoa, eles passam forte impressão de não se ressentirem com isso, de que menosprezam os sentimentos do parceiro ou que pouco se importam se o outro irá sofrer ou não por tal abandono. Isto leva a crer que em algum momento da infância do portador, houve uma ausência ou falhas de afeto por parte da pessoa do sexo oposto (ex.: a mãe que não dá afeto ao filho; o pai que não dá afeto à filha). Se em alguma época da vida da criança, o pai ou a mãe deixou de estar presente, ou de dar-lhe o devido afeto, a criança pode construir a ideia de que as outras pessoas também não são capazes de oferecer afeto e por isso não merecem o afeto da criança. Talvez ele possa crescer com essa ideia e tornar-se um adulto com futuros problemas no relacionamentos. Se uma criança teve falhas no afeto com a mãe, por exemplo, futuramente, este homem tende a acreditar que as mulheres não dão amor e que por isso não merecem amor também.

### Abuso infantil
Embora certos especialistas não acreditem haver muitas ligações, o abuso na infância que constitui uma infância traumática pode ser uma das causas da síndrome do dom-juanismo. A ideia é muito parecida com as falhas no afeto, entretanto, o que parece ser de prevalência nesta categoria seria o abuso sexual, especialmente nas mulheres que, quando adultas, virariam dom-juanistas. Elas vão se tornar as vilãs sentimentais para os homens, pois o fato de terem sido abusadas sexualmente por um homem, acabam por levá-las a acreditar que nenhum homem merece ser amado. Elas não amam, pois acreditam que os sentimentos dos homens não devem ser levados em conta Nesse caso, os indivíduos abusados sexualmente trariam consigo para o resto da vida uma péssima percepção do sexo oposto (que geralmente é ligado ao abuso). Nessas situações, pode existir rancor, raiva ou ódio em relação às pessoas do outro sexo, juntamente um instinto de vingança ou sadismo para com os indivíduos do sexo oposto, como forma de vingar-se pelo ato abusivo na infância.

### Neuroquímica
Alguns especialistas atestam que o don juan pode ser um viciado em perigo e paixão. Como base neuroquímica, trata-se do vício nas substâncias que a paixão e uma situação de perigo despertam no início da conquista. Quando uma pessoa está no início de uma paixão ou então praticando um esporte significamente perigoso, por exemplo, parece haver uma liberação de substâncias entre os neurotransmissores, que dão prazer e euforia. Nesse caso, os don juans podem ser vistos como pessoas intoleráveis ao tédio, rotina e monotonia, o que os leva a "viciar" nessas substâncias que causam prazer. Contudo, quando acabam, o prazer "termina" e tudo vira enjoativo e sem graça novamente, recomeçando assim a busca entre novas conquistas e excitações.

### Psicanálise
Na visão psicanalítica, há hipóteses contraditórias às citadas, onde o sexo oposto é visto com uma ótima percepção. No homem don juan, há uma fixação da mãe assim como uma vertente de um complexo de Édipo, onde o homem don juan teria tido uma visão muito perfeita da mãe enquanto criança, e por tal razão tem dificuldade em desligar da mesma, então, recorre às outras mulheres na tentativa de achar uma mulher perfeita igual à mãe, mas quando percebe seus defeitos, as abandona.
Apesar disso, tal ideia parece ser muito vaga e pouco sugestiva, por se tratar de uma base psicanalítica e excluir outros fatores de influência, bem como não incluir as causa do dom-juanismo feminino que contraditoriamente, a mulher teria que ter tido uma visão perfeita do pai, na infância, o que nem sempre ocorre.

## Tratamento
O tratamento nessas pessoas pode ser significativamente difícil. O fato do transtorno não ter uma causa exatamente clara, a cura pode ser pouco provável. O que realmente pode ajudar esses indivíduos seriam psicoterapias, onde as causas da síndrome seriam buscadas e pesquisadas minuciosamente, a fim de tentar reverter ideias, pensamentos e comportamentos consequentes que deram origem à síndrome de dom-juanismo. Contudo, por serem pessoas que não veem muitos problemas no seu comportamento, frequentemente, não veem motivos para procurar ajuda, muito menos dizem-se incomodados pelo prejuízo causados na pessoas envolvidas. É comum, entretanto, acontecer o contrário: as pessoas vítimas de indivíduos compulsivos por sedução é que acabam por pedir consolação pelo abandono repentino da relação.